# Praomys daltoni
Praomys daltoni is een knaagdier uit het geslacht Praomys dat voorkomt in West-Afrika, van Senegal en Gambia tot Zuidwest-Soedan en de Centraal-Afrikaanse Republiek. Deze soort wordt meestal in Myomys geplaatst, maar genetische gegevens geven meestal een verwantschap met Praomys aan. De nauwste verwant van deze soort is zeer waarschijnlijk Praomys derooi.